# Bataille de Pułtusk (1703)
Pour les articles homonymes, voir Bataille de Pułtusk.
Grande guerre du Nord
Batailles
- Riga I
- Narva I
- Daugava
- Rauge
- Erastfer
- Kliszów
- Hummelshof
- Nöteborg
- Saladen
- Pułtusk
- Jēkabpils
- Narva II
- Poznań
- Punitz
- Gemauerthof
- Varsovie
- Hrodna
- Fraustadt
- Kletsk
- Kalisz
- Holowczyn
- Malatitze
- Lesnaya
- Poltava
- Perevolochna
- Helsingborg
- Viborg
- Riga II
- Baie de Køge
- Fladestrand
- Gadebusch
- Bender
- Pälkäne
- Storkyro
- Hangö Oud
- Fehmarn Bält
- Rügen
- Kristiania (Oslo)
- Stralsund
- Dynekilen
- Osel
- Stäket
- Grengam

La bataille de Pułtusk se déroule le 1er mai 1703 près de Pułtusk, en Pologne, dans le cadre de la Grande guerre du Nord. Elle oppose l'armée suédoise du roi Charles XII aux troupes saxonnes d'Adam Heinrich von Steinau (en) et se solde par une victoire suédoise.